# Aimée Vega Montiel
Aimée Vega Montiel (Ciudad de México) es comunicóloga, académica y activista feminista. Es especialista en Derechos Humanos de las Mujeres, Medios de Comunicación y Tecnologías de la Información. Actualmente es Coordinadora del Programa de Investigación Feminista del Centro de Investigaciones Interdisciplinarias en Ciencias y Humanidades (CEIICH) de la Universidad Nacional Autónoma de México (UNAM).  Es miembro del Sistema Nacional de Investigadores nivel II y cuenta con la distinción PRIDE por parte de la UNAM.   
Su trabajo académico se ha caracterizado por incidir a nivel político tanto en el contexto nacional mexicano, así como en el internacional. Específicamente en México, en el contexto de la Reforma de Telecomunicaciones y Radiodifusión de 2014, Vega Montiel presentó una propuesta al Senado de la República la cual tenía como base transversalizar la ley con perspectiva de género. De dicha propuesta, nueve de los artículos que la integraban fueron aprobados. En el marco internacional, en 2018 pudo incidir en la Commission on the Status of Women (CSW), perteneciente a la ONU, en donde logró que las conclusiones acordadas en el dictamen de Género y Comunicación incluyeran recomendaciones.
En julio de 2018, participó en el Informe Periódico del Gobierno de México ante la CEDAW, con un Informe Sombra y participación In Situ, logrando que las recomendaciones emitidas por el Comité CEDAW a dicho gobierno, incluyeran mandatos que vinculan a medios de comunicación y nuevas tecnologías en la erradicación de la violencia contra las mujeres. En la región europea, formó parte del Grupo de Expertas del Consejo de Europa conformado entre 2016 y 2017, encargado de elaborar la Recomendación en Igualdad de Género para el Sector Audiovisual Europeo, misma que fue aprobada recientemente.

## Formación académica
Estudió la licenciatura en Ciencias de la Comunicación en la Facultad de Ciencias Políticas y Sociales (FCPyS) de la UNAM en donde se tituló con la tesis: Las elecciones presidenciales de 1994 en la televisión mexicana. Estudió la maestría en comunicación por la FCPyS en 1998 en donde recibió la medalla "Alfonso Caso", la cual se entrega a los alumnos más destacados del Posgrado. En 2004 se Doctoró en Periodismo y Ciencias de la Comunicación en la Universidad Autónoma de Barcelona, donde recibió mención honorífica por su trabajo de tesis, en ese mismo año recibió el nombramiento de Profesora de Asignatura Definitiva en la Facultad de Ciencias Políticas y Sociales (FCPyS). 
De manera adicional, cuenta con un master en Periodismo y Ciencias de la Comunicación, Universidad Autónoma de Barcelona, (2001) y un diploma de Estudios Superiores Especializados en Periodismo, por la misma universidad.

## Premios y distinciones
- Medalla Alfonso Caso (1998)
- Medalla de la Asociación Mexicana de Investigadores de la Comunicación (2009)
- Ganadora del primer lugar de mejores tesis por “Mujeres, política y telediarios en México: un trinomio inexplorado” otorgado por el Instituto Tecnológico y de Estudios Superiores de Monterrey (ITESM),(2006)
- Medalla por 10 años de servicio académico a la UNAM, (2012)
- Premio Docencia Universitaria, UNAM-AAPAUNAM, (2013)
- Reconocimiento Distinción Universidad Nacional para Jóvenes Académicos, en el área de Investigación en Ciencias Sociales (2013)[2]

## Roles en distintas organizaciones
- Presidenta de la Asociación Mexicana de Investigadores de la Comunicación (2005-2007)
- Coordinadora de la 28.ª Conferencia Internacional de la International Association for Media and Communication Research (2009)[3]
- Presidenta de la Alianza Global de Medios y Género (GAMAG)
- Co-Coordinadora de la Red Internacional de Universidades UNESCO UNITWIN en Género, Medios y TIC.
- Integrante de la Red de Investigadoras por la Vida y la Libertad de las Mujeres
- Presidenta de la Alianza por el Derecho Humano de las Mujeres a Comunicar
- Integrante del Grupo Asesor de la Sociedad Civil de ONU Mujeres México
- Presidenta del Consejo Consultivo Ciudadano del Inmujeres CDMX (2015 a 2017)
- Integrante del Grupo de Mujeres Líderes en la Radiodifusión y las Telecomunicaciones «Conectadas»

## Publicaciones
Libros:
- Igualdad de género, medios de comunicación y TIC (2017)
- Ciberviolencia contra las mujeres y discurso de odio sexista (2019).[4]

Papers:
- Critical Issues on Gender Equality and ICTs in Latin America
- La comunicación en México: una agenda de investigación
- Saber y poder: Testimonios de directoras de la UNAM
- Gender Dimension of ICTs in Latin America
- Los procesos electorales en México y su relación con el comportamiento político de las amas de casa: el caso de 1997 en el DF
- El derecho de las mujeres a la Comunicación: la transversalización de la legislación de medios com perspectiva de género
- Ética feminista e comunicação
- La Ciberviolencia contra las mujeres y discurso de odio sexista
- Audiencias, urnas y pantallas en México
- Mujeres, Política y Noticiarios. El análisis de la recepción desde la perspectiva de género
- Diversidad y calidad para los medios de comunicación
- Pela democracia dos sistemas de avaliação da produção acadêmica: convergências de estudiosos latino-americanos e europeus
- Communication and Human Rights
- Por la visibilidad de las amas de casa: rompiendo la invisibilidad del trabajo doméstico
- Las mujeres y el derecho humano a la comunicación: su acceso y participación en la industria mediática.[5]